# Gianni Raviele
Gianni Raviele (San Martino Valle Caudina, 23 gennaio 1932 – San Martino Valle Caudina, 19 ottobre 2021) è stato un giornalista, scrittore e critico d'arte italiano.

## La carriera giornalistica
È stato per anni giornalista Rai, responsabile della redazione cultura del TG1 e tra i fondatori del TG delle 13.30 con Andrea Barbato e Piero Angela; all'epoca Raviele era caporedattore. In seguito divenne vicedirettore del TG2, quindi direttore generale di Telesanmarino dal 1995 al 1997.
Dal 1998 cura la linea editoriale
dell'emittente televisiva Canale 58 di Ariano Irpino. 

### Sinistra di Base
È stato tra i maggiori esponenti della corrente DC "Sinistra di Base" o semplicemente "La Base", composta prevalentemente da avellinesi come Nicola Mancino, Gerardo Bianco, Attilio Fierro, Aristide Savignano e Ciriaco De Mita; 

### Alfiere della Cultura nei palinsesti dei TG
Sin dal suo ingresso nell'azienda di viale Mazzini, Raviele ha sempre sostenuto la tesi della cultura. Più volte si è trovato in disaccordo con i direttori di rete, soprattutto con Carlo Fustagni, a proposito dello "spazio sprecato" di Mezzanotte e dintorni di Gigi Marzullo. Raviele additava la programmazione di rete orientata solo all'ascolto che finiva per "schiacciare" i TG. «Quando sono arrivato al Tg1 la cultura era vista come una belluria finale, per mandare a letto sereni gli italiani. E se proponevo qualcosa di nuovo mi facevano sentire un marziano» dice lo stesso Raviele in un'intervista a Repubblica.

## Le trasmissioni RAI
Tra le sue trasmissioni in RAI si ricordano Prisma e Primissima, curate con Vincenzo Mollica e Lello Bersani.

### "Prisma"
È stato un settimanale di spettacolo del TG1. È andato in onda dal 1980 fino ai primi anni novanta.

#### I conduttori
Lello Bersani, Vincenzo Mollica, Gregorio Zappi.

#### Gli ospiti
Tra gli ospiti si ricordano Meryl Streep, Renzo Arbore, Paolo Conte, Fabrizio De André, Roberto Benigni, Vittorio Gassman, Zucchero Fornaciari, Claudio Baglioni, Gérard Depardieu,  Henghel Gualdi, Federico Fellini, Gina Lollobrigida, Diego Abatantuono, Maria Dragoni, Marco Risi, Christopher Lambert.

#### Le sigle
- La Grande Avventura - Riccardo Cocciante
- Una Storia inventata - Milva
- Le nuvole - Lucio Dalla
- Moulin Rouge - Bruno Nicolai

### "Primissima"
È stata una trasmissione RAI dedicata al Cinema.

### Il ritratto di Alberto Moravia
Gianni Raviele è autore del ritratto di Alberto Moravia per il TG1

## L'esperienza nella Pro-Loco e San Martino Arte
Nel 1972 fondò con un gruppo di amici l'associazione Pro Loco di San Martino Valle Caudina. Vi si dedicò per molti anni della sua vita, realizzando diversi incontri con artisti, concerti e mostre che resero la sua rassegna San Martino Arte uno degli eventi più seguiti della Campania e nei vari anni moltissimi artisti di calibro si esibirono:da Venditti a De André fino a Vasco a Rossi  Qui Lucio Dalla presentò per la prima volta al pubblico "Caruso", una delle sue canzoni di maggiore successo.
Durante la sua presidenza vennero pubblicati diversi dei suoi libri storici, scritti per lo più sulla sua terra, e venne realizzato un video documentario dal titolo "La mia madre terra".
San Martino Arte divenne in breve tempo un contenitore culturale estivo con eventi legati alla cultura e allo spettacolo con la presenza di grandi artisti. Mostre, concerti, convegni e premi si susseguivano in una programmazione lunga anche venti giorni.

### Le accuse di Edoardo Bennato
Il cantautore napoletano nel testo di "Attento Joe", riferendosi al suo alter ego Joe Sarnataro, fa un esplicito riferimento a Gianni Raviele ed agli spettacoli di San Martino Valle Caudina. "E tanto per farti un esempio / se vuoi andare al Telegiornale / sotto quelle Forche Caudine / di San Martino ci devi passare...".
Bennato stesso, "mascherato" da Joe Sarnataro, si era infatti esibito in questa località amena, al pari dei più significativi artisti italiani sulla cresta dell'onda.
"Attento Joe, bada a quello che fai, fai / non tirare troppo la corda, o te ne pentirai - rai!". In particolare Bennato in una intervista a "La Stampa" lancia un duro "j'accuse" nei confronti della RAI e di Raviele: le partecipazioni alle trasmissioni sarebbero state, secondo Bennato, subordinate alle esibizioni in Valle Caudina. Per questo, una prevista intervista di Bennato a Prisma sarebbe stata annullata all'ultimo momento. Ma la redazione di Prisma ha sempre smentito che ci fosse in programma l'intervista.

## Opere
- La Mia madre terra: Libro e Documentario cinematografico, 1973.
- San Martino Valle Caudina. Gli anni della "politica Redenzione": 1860-1864, Pro Loco San Martino Valle Caudina, 1975.
- Lettere dall'Itaglia: lettere di soldati meridionali dai fronti della Grande Guerra / a cura di Gianni Raviele; prefazione di Sergio Zavoli, 1977.
- Le ore nere 1943-1946.Cronistoria di una speranza in un paese del Sud, Edizioni Scientifiche Italiane 1979.
- Il paese dell'anima, Arti Grafiche Tofani, Alatri 1980.
- Uno sguardo tra gli altri: San Martino Valle Caudina/Mario Cresci; introduzione di Gianni Raviele, Edizioni della Cometa 1984.
- Qui come altrove: San Martino Valle Caudina/Mimmo Jodice; introduzione di Gianni Raviele, Edizioni della Cometa 1985.
- Il Paese di Marcoffe, Edizioni della Cometa 1985.
- Il Seme dell'Ellade, Libro e Documentario, Edizioni della Cometa 1987.
- Il cuore del grande Dottore, con una nota di Sergio Zavoli, L'Arco Edizioni d'Arte, Roma 1988.
- Radici 3 Racconti San Martino Valle Caudina, Ciardiello & Lonardo, Airola 1998.
- L'Uva Matura, Sellino Editore 2007.
- Letture, Edizioni Il Caudino 2017.
- La terra dei viventi, Ciardiello & Lonardo, Airola 2020.